# Grimisuat
Grimisuat (/ɡʀimizɥɑ/) est une commune du canton du Valais, située dans le district de Sion en Suisse.

## Géographie
La commune se situe sur la rive droite Rhône et sur la rive gauche de la Sionne, sur un plateau un peu marécageux dans sa partie occidentale, au pied d'une colline et en face du château de Tourbillon, sur la route reliant Sion à Ayent. 
Le village de Grimisuat (882 m) est à une distance de 5 km au nord-est de Sion. La commune comprend également la localité de Champlan et le hameau de Coméra. 
Le territoire de Grimisuat s'étend sur 4,44 km2. Lors du relevé de 2013-2018, les surfaces d'habitations et d'infrastructures représentaient 33,5 % de sa superficie, les surfaces agricoles 42,9 %, les surfaces boisées 20,4 % et les surfaces improductives 2,9 %.

## Toponymie
Le nom de la commune, qui se prononce /ɡʀimizɥɑ/, est d'origine inconnue. Il pourrait provenir de la même base, peut-être prélatine, que celui du col du Grimsel. La première occurrence écrite du toponyme remonte au XIe siècle, sous la forme Grimisoch. 
La commune se nomme Gromejoua en patois valaisan.
Son ancien nom allemand est Grimseln.

## Histoire
Au Moyen Âge, il est possible que la commune ait appartenu aux seigneurs d'Ayent. 
Après l'invasion française de 1798, la commune est intégrée au dizain de Sion. 

## Population

### Surnom
Les habitants de la commune sont surnommés les Blecs (fém. : Bletsettes), soit les mouillés en patois valaisan. Ce surnom leur aurait été donné par ironie, parce que le village manquait d'eau d'irrigation.

### Démographie

#### Évolution de la population
Grimisuat compte 3 774 habitants au 31 décembre 2022 pour une densité de population de 850 hab/km2. Sur la période 2010-2019, sa population a augmenté de 23,6 % (canton : 10,5 % ; Suisse : 9,4 %).  

#### Pyramide des âges
En 2020, le taux de personnes de moins de 30 ans s'élève à 34,8 %, au-dessus de la valeur cantonale (31,7 %). Le taux de personnes de plus de 60 ans est quant à lui de 23,5 %, alors qu'il est de 26,6 % au niveau cantonal.
La même année, la commune compte 1 761 hommes pour 1 823 femmes, soit un taux de 49,1 % d'hommes, inférieur à celui du canton (49,6 %).
| Hommes | Classe d’âge | Femmes |
| ------ | ------------ | ------ |
| 0,7    | 90 ans ou +  | 0,9    |
| 6,8    | 75 à 89 ans  | 8,7    |
| 14,9   | 60 à 74 ans  | 15,0   |
| 22,0   | 45 à 59 ans  | 21,4   |
| 19,5   | 30 à 44 ans  | 20,7   |
| 17,3   | 15 à 29 ans  | 15,8   |
| 18,9   | - de 14 ans  | 17,6   |

| Hommes | Classe d’âge | Femmes |
| ------ | ------------ | ------ |
| 0,5    | 90 ans ou +  | 1,2    |
| 7,5    | 75 à 89 ans  | 9,4    |
| 16,8   | 60 à 74 ans  | 17,7   |
| 22,2   | 45 à 59 ans  | 21,7   |
| 20,3   | 30 à 44 ans  | 19,4   |
| 17,7   | 15 à 29 ans  | 16,6   |
| 14,9   | - de 14 ans  | 14,1   |

### Religion
Dès le XIe siècle, Grimisuat forme une paroisse dépendant de l'évêque, puis du chapitre de Sion (1193-1798) ; les chanoines nommaient le curé jusqu'en 1920.
D'après un recensement de 2000, 85,2 % des habitants de Grimisuat étaient catholiques romains, tandis que 5,9 % appartenaient à l'Église évangélique réformée de Suisse. Trois personnes, soit environ 0,13 % de la population, appartenaient à l'Église orthodoxe, 4 personnes (0,17 %) appartenaient à l'Église catholique-chrétienne de Suisse et 26 personnes (1,12 %) appartenaient à une autre Église chrétienne. Il y avait 28 (1,20 %) personnes qui appartenaient à l'Islam, 86 (3,69 %) n'appartenaient à aucune église (agnostiques ou athées) et 73 individus (3,13 %) n'ont pas répondu à la question[pertinence contestée].

## Culture et patrimoine

### Patrimoine bâti
Le château de Grimisuat est le plus ancien bâtiment du village. Il est construit par la famille de Grimisuat attestée aux XIIIe et XIVe siècles. L'édifice est cédé aux nobles de Crista (Ambühl) au XIVe siècle puis est utilisé comme cure dès le début du XVIe siècle jusqu'à la construction de l'actuel presbytère en 1981.
Grimisuat compte également plusieurs bâtiments religieux : l'église Saint-Pancrace, rénovée en 1918 et abritant des fresques du XVIIe siècle, l'église édifiée en 1971 à Champlan ainsi que l'ancienne chapelle de la Vierge de 1718 transformée en chapelle mortuaire en 1983.

### Personnalités liées à la commune
- Alain Balet, ancien joueur de football du FC Sion, originaire de Grimisuat.
- Chantal Balet (1952-), avocate et politique, membre du parti libéral suisse (PLS), originaire de Grimisuat.

### Héraldique
| Blason | Blasonnement : « De gueules à la fleur de lys d'argent cantonnée en chef de deux étoiles à six rais d'or. » |

Les armoiries de Grimisuat sont tirées d'une gravure au château du village. Elles seraient à l'origine les armes des familles Crista ou Curtinal.

### Fonds d'archives
- Fonds : Grimisuat, Commune (1269-1971) [9,30 mètres].  Cote : CH AEV, AC Grimisuat. Sion : Archives de l'État du Valais (présentation en ligne).